# Ambassade de Russie en Syrie
L'ambassade de Russie en Syrie est la représentation diplomatique de la Russie sur le territoire syrien.

## Installations
L'ambassade d'URSS à Damas ouvre en février 1946. En janvier 1992, avec la chute de l'URSS, elle devient de facto l'ambassade de la fédération de Russie. 

## Historique
Ambassadeur en mission :
- Aleksandr Zotov du 26 décembre 1992 au 13 septembre 1994
- Viktor Gogitidze du 13 septembre 1994 au 31 août 1999
- Robert Markaryan (en) du 31 août 1999 au 10 novembre 2006
- Sergey Kirpichenko du 1er décembre 2006 au 7 septembre 2011
- Azamat Kulmuhametov depuis le 7 septembre 2011